# 200-meterløb (atletik)
| 200 meter løb |                                 |                                 |            |
| 200-meter-løb ved atletik-VM 2007 Tyson Gay (3. fra højre) vinder foran Usain Bolt (4. fra højre) og Wallace Spearmon (5. fra højre) |                                 |                                 |            |
| Verdensrekorder |                                 |                                 |            |
| | Usain Bolt (2009)               | Usain Bolt (2009)               | 19,19 sek. |
| | Florence Griffith-Joyner (1988) | Florence Griffith-Joyner (1988) | 21,34 sek. |
| Øvrige rekorder |                                 |                                 |            |
| | Danmark                         | 20,52 sek.                      | 22,73 sek. |
| | Olympisk                        | 19,30 sek.                      | 21,34 sek. |
| | Europa                          | 19,72 sek.                      | 21,71 sek. |
| | Afrika                          | 19,68 sek.                      | 22,07 sek. |
| | Asien                           | 20,03 sek.                      | 22,01 sek. |
| | Nordamerika                     | 19,19 sek.                      | 21,34 sek. |
| | Sydamerika                      | 19,81 sek.                      | 22,48 sek. |
| | Oceanien                        | 20,06 sek.                      | 22,23 sek. |
| Rekorderne blev sidst opdateret 16. september 2013                                                                                   |                                 |                                 |            |

200 meter løb er en sprintdisciplin inden for atletik. Disciplinen er officiel mesterskabsdisciplin og er på programmet ved såvel nationale mesterskaber som verdensmesterskaber og olympiske lege.
Teknisk set er 200 m løb lidt sværere end 100 m løb, der udelukkende går lige ud. På et almindeligt atletikstadion må man på 200 m distancen starte i begyndelsen af det ene sving, og atleterne skal derfor rundt i svinget i første del af løbet, inden de sidste 100 m går lige ud. Der er dog stadig tale om en udpræget sprintdistance, og dygtige 100 m løbere er normalt også gode på 200 m distancen.
Ved VM i Berlin 2009 forbedrede Jamaicas Usain Bolt sin verdensrekord fra tiden 19,30 til 19,19 sek. Han overtog rekorden fra amerikanske Michael Johnson der satte den ved OL 1996 i Atlanta med tiden 19,32 sek.
For danske kvinder satte Ida Karstoft en rekord på 22,73 sekunder i 2022.